# Galna kiselina
Galna kiselina (od tal. [noce di] galla: šiška) ili trihidroksibenzojeva kiselina, C6H2(OH)3COOH, su svilenasti kristali topljivi u vodi, eteru i alkoholu. Esterski ili glikozidno vezana, sastavni je dio mnogih biljnih tanina (treslovina), iz kojih se može dobiti hidrolizom s kiselinama. Upotrebljava se za proizvodnju tinte i pirogalola, u industriji bojila, prehrambenoj i farmaceutskoj industriji, fotografiji i drugom.

## Ksantenska bojila
Ksantenska bojila formalno su ciklički analozi di- i trifenilmetanskih spojeva; u njima su dva aromatska prstena spojena jednim atomom kisika u orto-položaju prema metanovom ugljiku. Teorijski se izvode od heterocikličkog sistema ksantena, dibenzo-y-pirana, ali se od njega ne pripravljaju. Sam ksanten je bezbojan, no derivati s auksokromnim grupama u molekuli su obojeni. Prema supstituentima koji se nalaze u molekuli dijele se ksantenska bojila u tri podgrupe. Prva sadrži hidroksi-derivate, druga amino-derivate, a treća amino-hidroksi-derivate. Kromofor je ovih bojila u slučaju aminoderivata rezonantni hibrid oksonijskog, amonijskog i karbonijskog oblika molekule (I, II, III). Hidroksi-derivati se gubitkom protona stabiliziraju dajući električki nenabijen sistem čiji je kromofor kinonoidna struktura IV.
Ova su bojila i po svojstvima bojenja bliza arilmetanskim bojilima. Obojenja koja se njima postižu vrlo su čista i jarka. Najbrojnije su zastupana crvena i ružičasta s nekoliko žutih i ljubičastih. Neka od ovih bojila snažno fluoresciraju u otopini, pa i na obojenom materijalu. I u ovoj se grupi nalaze bojeni lakovi pripremljeni taloženjem s fosfor-volfram-molibdenskom kiselinom. Niz crvenih i narančastih bojila ove skupine važan je za bojenje kozmetičkih preparata, živežnih namirnica i ljekovitih pripravaka.
Među značajnije predstavnike ksantenskih bojila ide sulforodamin B, C.I. 45100; priprema se tako da se kondenzira benzaldehid-2,4-disulfonska kiselina s m-dietilaminofenolom, produkt dehidrira sumpornom kiselinom, oksidira željeznim kloridom i prevede u natrijevu sol. Rodamin B, C.I. 45170, jedno od prvih bojila ove grupe, dobiva se kondenzacijom anhídrida ftalne kiseline s m-dietilaminofenolom; ako se kao aminska komponenta upotrijebi 3-etilamino-p-krezol i tako nastali produkt esterificira alkoholom, nastaje rodamin 6G, C. I. 45160. Echtsáureviolett ARR, C.I. 45190, dobiva se obradom fluoresceina fosfornim trikloridom, kondenzacijom tako nastalog 3',6'-diklorfluorana s o-toluidinom i sulfuriranjem. Fluorescein, C. I. 45350, priprema se kondenzacijom anhídrida ftalne kiseline s rezorcinom. Njegove alkalne soli, poznate pod imenom uranin neobično jako fluoresciraju u otopini (i u razređenju 1 : 40 000 000), pa se stoga upotrebljavaju za označavanje i ispitivanje vodenih tokova. Bromiranjem fluoresceina priprema se tetrabromfluorescein, eozin G, C.I. 45380, a jodiranjem dijodfluorescein, Eritrozin 6G, C. I. 45425. Coerulein S, C.I. 45510, nastaje obradom Galleina (C.I. 45445) koncentriranom sumpornom kiselinom. Gallein se dobiva kondenzacijom pirogalola ili galne kiseline s anhidridom ftalne kiseline.

### Željezno-galno crnilo ili tinta
Tinta je prvi put uporabljena u 3. tisućljeću pr. Kr. u Kini. Bila je načinjena od čađe koja daje pigment, smole u funkciji ljepila i vode kao otapala. Sve do 12. stoljeća na taj su se način izrađivali i koristili takozvani kineski ili indijski tuševi kojima su napisani danas najstariji sačuvani zapisi, posebice orijentalni. Zbog nepostojanosti zapisa pisanih takvom tintom, jer se mogla isprati vodom, od 12. stoljeća potiskivala su ju željezno-galna crnila, koja su potjecala još iz antičkoga doba. Ta su se crnila izrađivala od strugotina željeza ili od modre galice, vina, octa ili kvasa, iskuhanih šiški koje daju tanin te ljepila. Na sličan su se način radile boje za kosu, obuću i druge predmete. Zbog oksidacije i prodiranja duboko u podlogu, takva je tinta ostajala stabilna i trajna, te je i nakon njezina izbljeđivanja bilo moguće pročitati napisano. Tako su sačuvani mnogobrojni rukopisi u obliku palimpsesta (rukopis na papirusu ili pergamentu s kojega je izbrisan prvotni tekst i na njegovu mjestu napisan novi). U slučaju prejake oksidacije oštećenja su na pisanoj podlozi nepopravljiva.
Sve do tridesetih godina 20. stoljeća željezno-galna tinta bila jedan od najčešće korištenih materijala za pisanje. Hrastove šiške (lat. gallae) bile su osnovna sirovina za njezinu izradu. Susrećemo ih na hrastu lužnjaku, kitnjaku, sladunu, meduncu i drugim hrastovima iz roda Quercus. Riječ je o kuglastim izraslinama nastalima ubodom ose šiškarice u mlade grančice na mjestu zametka (pupa) nove grančice. Na ozlijeđenom mjestu počinje se razvijati tvorevina u obliku dosta pravilne kugle, nešto manja od oraha, koja zapravo čuva ličinku, kukuljicu ose, od neprijatelja te je ujedno i hrani. Te šiške su skupljane da bi poslužile kao osnovna sirovina za izradu tinte. Glavni im je sastojak treslovina (tanin). Udio tanina doseže i do 70 %. Prema kemijskom sastavu, on je ester galne kiseline, C6H2(OH)3COOH·H2O. Sama galna kiselina nastaje u procesu hidrolize tanina. Bilo je poželjno prikupiti šiške prije nego što se mlada osa izlegne, kako bi sadržavale što više tanina. Vezano za kvalitetu šiški, treba istaknuti da su posebno cijenjene bile šiške iz Istre koje su na tržište dolazile pod nazivom galla d'Istria. Da bi se iz hrastovih šiški dobila crna željezno-galna tinta, trebalo je dodati željezove ione (zelena galica ili željezov(II) sulfat). 
Nakon što su otopini galne kiseline dodani ioni željeza (iz zelene galice), nastajali su tamno obojeni željeznogalni spojevi, koji su prema kemijskom sastavu soli galne kiseline, takozvani galati. Crno obojenje tinte nije nastajalo odmah, već je najprije dobivan smeđe obojeni materijal. Tek nakon što bi takvom smeđom tintom slova bila ispisana, ona bi u dodiru sa zrakom pocrnjela. Na kemijskoj razini, reakcijom galne kiseline iz tanina hrastovih šiški sa zelenom galicom najprije je nastajao bezbojni željezov(II) galotanat u kojem je ion željeza dvovalentan (Fe2+). Izlaganjem zraku i procesom oksidacije razvijala se crna boja od nastalog željezova(III) galotanata u kojem je ion željeza trovalentan (Fe3+). Za potpunu oksidaciju potrebno je sedam do deset dana.

### Pirogalol
Pirogalol (piro- + gal[na kiselina]) ili 1, 2, 3-trihidroksibenzen, C6H3(OH)3, je bezbojan kristalni prašak, na zraku oksidira i posmeđi, topljiv je u vodi i alkoholu; dobiva se iz galne kiseline. Upotrebljava se za apsorpciju kisika u analizi plinova, kao stabilizator za hidraulična ulja i mazive masti, za bojenje kose i kao lijek u dermatologiji.

## Vanjske poveznice
|  | Zajednički poslužitelj ima još gradiva o temi Galna kiselina |